# Chironomus arcustylus
Chironomus arcustylus är en tvåvingeart som beskrevs av Siirin 2003. Chironomus arcustylus ingår i släktet Chironomus och familjen fjädermyggor. Inga underarter finns listade i Catalogue of Life.